# 臨時駅

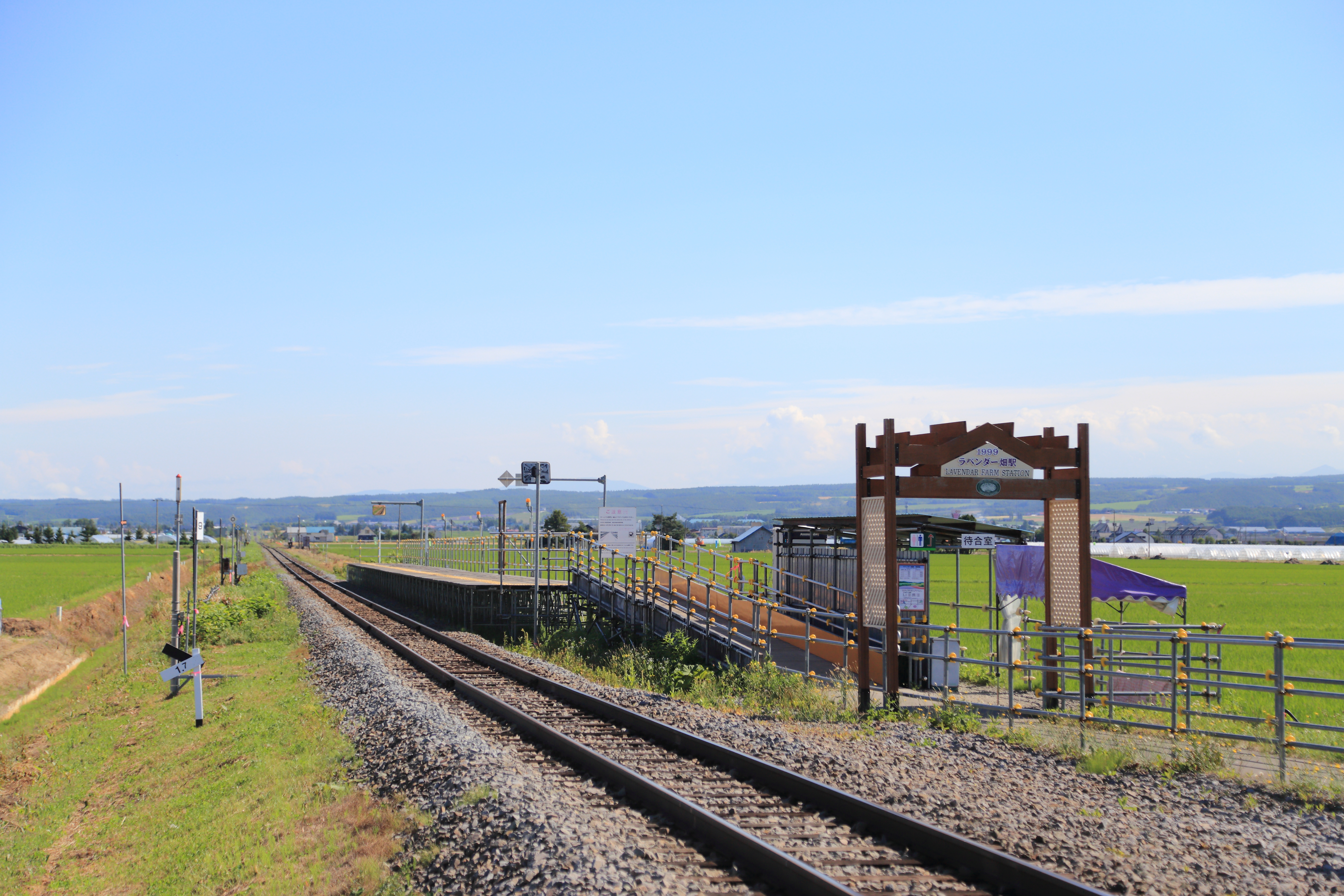
夏期のみ営業するラベンダー畑駅

臨時駅（りんじえき）とは、特定の期間のみ営業する鉄道駅。

## 概要
設置される理由としては、海水浴場やスキー場、花の名所など季節限定の観光地を訪れるために設置されるものや、付近の催事場でのイベント開催時のみに営業されるものが多い。その他、積雪の多い地方では利用の少ない駅の除雪の手間を省くために冬季営業休止とする例もある。営業期間が限定されているという性質上、プラットホームだけで駅舎が無い駅も多い。
また、通年営業ではあるが、仮乗降場と同様に駅とするには利用が少なく、駅に比べて簡素な施設で設置された例がある。
臨時駅の中でも、年間を通して停車する列車が1本も無い駅は「通年休止駅」と呼ばれている。
また、臨時駅から常設駅に格上げされたり、逆に常設駅から臨時駅に格下げされる例も見られる。
臨時駅までの運賃や料金の計算に関しては、その駅までの営業キロが表記されている場合はそれが適用され、表記されていない場合は次の営業キロが表記されている駅までのものが適用される。一方、営業キロが表記されていない臨時駅からの運賃や料金は、実際の乗車方向と反対の方向にあり、その駅から最も近く、かつ営業キロが表示されている駅からのものが適用される（旅客営業規則第71条）。
日本国有鉄道（国鉄）の臨時駅のうち仮乗降場同様に通年営業する駅については仮乗降場と同じく1987年の国鉄分割民営化と同時に常設駅に昇格している。国鉄時代は、1969年10月1日に統一されるまで仮駅または仮乗降場と、統一以降は臨時乗降場と称されていた。
「仮駅」と「仮乗降場」の違いは以下の通り。
- 「仮駅」：海水浴場・スキー場・観光地など、毎年一時的に人出がある所に1か月以上6か月未満に限り設置する駅。設置の際には官報及び鉄道公報に公示の上で隣接駅との間に営業キロ程を設定する。
- 「仮乗降場」：観桜・祭礼など短期間（1か月程度以内）に人出が予想される所に設置する駅。若しくは災害・改築などで既設の駅が使用困難の際に別の場所に臨時に設置する駅。設置場所及び設置期間決定は鉄道管理局長の権限で、公示及び隣接駅間との営業キロ程の設定はない。

## 日本の臨時駅一覧
2023年3月18日現在、現存する臨時駅は、次の通り。
類型は以下の通り。
1. 春季のみ営業する駅
2. 夏季のみ営業する駅（海水浴場の最寄り駅など）
3. 春 - 秋にかけて営業する駅（俗に冬期休止）
4. 夏 - 秋にかけて営業する駅
5. 冬期のみ営業する駅（主にスキー場の最寄り駅）
6. イベント開催時のみ営業する駅
7. その他（通年営業する駅）

*は通年営業休止中の駅

### JR北海道
- 原生花園駅（釧網本線・類型3）
- ラベンダー畑駅（富良野線・類型4） - 一部期間を除き、「富良野・美瑛ノロッコ号」のみ停車し、普通列車は通過する。時刻表には開設時期にしか掲載されていないため、通年で記載のある原生花園駅とは異なり、JR北海道の公称上の総駅数には含まれない。
- 細岡駅（釧網本線・類型3） - 2023年3月17日までは常設駅であり通年営業であった。

### JR東日本
- 猪苗代湖畔駅（磐越西線・類型2、かつては類型4*） - 2007年度以降停車する列車が設定されていないため、実質的には休止駅。
- ガーラ湯沢駅（上越線〔上越新幹線〕・類型5） - 『JR時刻表』及び『JTB時刻表』には開設時期にのみ掲載されるが、路線の終端駅であるため、時刻表には臨時駅の表記が無い。
- 偕楽園駅（常磐線・類型1・6） - 下り線（水戸方面行）にのみホームが設置されており、上り列車は当駅には停車しない。そのため、水戸方面からの上り列車で当駅を利用する場合は、一旦隣の赤塚駅まで乗車し、下り列車で折返すことになる。反対に当駅から友部方面への上り列車を利用する場合、一旦下り列車で隣の水戸駅まで乗車し、上り列車で折返す。この場合前者の場合は赤塚駅、後者の場合は水戸駅で改札を出ない場合に限り特例で折り返し乗車が認められている。
- 秋田港駅（奥羽本線・類型6） - 本来はJR貨物の貨物駅であるが、秋田港に寄航するクルーズ客船の乗客やイベント開催時のツアー参加者に限定して旅客営業を実施している。運行期間に限定した第二種鉄道事業免許をその都度取得して営業するため、JR東日本の公称上の総駅数には含まれない。また発着列車は全て団体専用列車扱いで、一般旅客は原則利用出来ないため、時刻表・路線図等にも表記されない。

この他、気仙沼線・大船渡線において、東日本大震災による被災後、BRTで復旧した区間（気仙沼線・大船渡線BRT）における新設駅も、当初は『JR時刻表』・『JTB時刻表』の本文ページに臨時駅との記載があったが、「（臨）」の表記はなかった（2018年4月時点ではこの記述自体が無くなっている）。これらの駅（バス停留所）は鉄道路線上で営業されたことがなく、鉄道事業における駅に該当しないため、JR東日本の公称上の総駅数には含まれない。しかし、2020年4月の当該区間の鉄道事業廃止以降は、「BRT駅を含む」の但し書き付きで総駅数に含める表記も存在する。

#### JR東日本・鹿島臨海鉄道
- 鹿島サッカースタジアム駅（鹿島線、大洗鹿島線・類型6） - 元々貨物駅として開業した北鹿島駅に旅客施設を設置した上で改称し、サッカーの試合開催日に限り旅客扱いを行うようになった。旅客扱いのない日も運転扱い上の駅（信号場・貨物駅）として機能しており、路線・営業上も両線の境界駅であることから、時刻表には臨時駅の表記が無い。

### JR四国
- 津島ノ宮駅（予讃線・類型6） - 毎年8月4・5日の津嶋神社の祭礼日のみ開設[注 1]。時刻表には開設時期にしか掲載されないが、「臨時駅2駅含む」の但し書きつきでJR四国の公称上の総駅数に含まれている。
- 田井ノ浜駅（牟岐線・類型2） - 津島ノ宮駅同様時刻表には開設時期にしか掲載されないが、「臨時駅2駅含む」の但し書き付きでJR四国の公称上の総駅数に含まれている。

### JR九州
- バルーンさが駅（長崎本線・類型6） - 佐賀インターナショナルバルーンフェスタ開催日（毎年10月下旬 - 11月上旬）に開設。時刻表には開設時期にしか掲載されていないため、JR九州の公称上の総駅数には含まれない。

### えちぜん鉄道
- 仁愛グランド前駅（三国芦原線・類型6）

### 岡山電気軌道
- 京橋停留場（東山本線・類型6）

### 広島電鉄
- 宮島ボートレース場駅（宮島線・類型6）

### 錦川鉄道
- 清流みはらし駅（錦川清流線・類型6）

### 臨時駅では無いが近似する事例

#### イベント開催中に旅客営業をする貨物駅
- 広瀬川原駅（秩父鉄道秩父本線） - 2018年まではキロ数を基にして広瀬川原駅発着の乗車券を発売していたが、2019年からは隣接する駅の乗車券の発売に変更されている。

#### 冬期に営業を休止する駅
- 田んぼアート駅（弘南鉄道弘南線）
- 津軽湯の沢駅（奥羽本線）[1]
- 板谷駅（奥羽本線）

## かつて存在した日本の臨時駅
類型は上節に準ずる。

### 常設駅に昇格

#### JR
- 百合が原駅（JR北海道札沼線・類型6→7） - '86さっぽろ花と緑の博覧会の観客輸送のため開設、閉幕後も営業を継続し1987年4月1日常設駅に昇格。
- 瀬越駅（JR北海道留萌本線・類型7） - 1987年4月1日常設駅に昇格。2016年12月5日に留萌本線留萌駅 - 増毛駅間の廃線により廃止。
- 釧路湿原駅（JR北海道釧網本線・類型3） - 1996年12月1日常設駅に昇格。
- 柏林台駅（JR北海道根室本線・類型7） - 1987年4月1日常設駅に昇格。
- 大成駅（根室本線・類型7） - 1987年4月1日常設駅に昇格。
- 千畳敷駅（JR東日本五能線・類型2） - 1987年10月1日常設駅に昇格。
- 十二湖駅（五能線・類型3） - 1988年2月1日常設駅に昇格。
- 今川駅（JR東日本羽越本線・類型7） - 1987年10月1日常設駅に昇格。
- 上越国際スキー場前駅（JR東日本上越線・類型5） - 2003年4月1日常設駅に昇格。
- 岩原スキー場前駅（上越線・類型5） - 1987年4月1日常設駅に昇格。
- 北松戸駅（JR東日本常磐線、当時国鉄・類型6） - 1952年5月1日開設。1958年12月25日常設駅に昇格。
- Jヴィレッジ駅（常磐線・類型6） - 2019年4月20日開設。2020年3月14日常設駅に昇格。
- 行川アイランド駅（JR東日本外房線・類型7） - 1987年4月1日常設駅に昇格。
- 東清川駅（JR東日本久留里線・類型7） - 1987年4月1日常設駅に昇格。
- 三河大塚駅（JR東海東海道本線、当時国鉄・類型2）- 1960年3月1日常設駅に昇格。
- 玄武洞仮停車場（JR西日本山陰本線、当時国鉄・類型不明） - 1912年3月2日開設。1918年4月21日に玄武洞駅に改称、常設駅に昇格。
- 日本へそ公園駅（JR西日本加古川線・類型6） - 1987年12月23日常設駅に昇格。
- 婦中鵜坂駅（JR西日本高山本線・類型7） - 高山線利用活性化の社会実験のため、3年間限定の臨時駅として開設。2011年3月の社会実験終了後も存続しており[2]、2014年3月15日常設駅に昇格[3]。
- 阿波富田駅（JR四国牟岐線・類型7） - 1987年4月1日常設駅に昇格。
- 鮎喰駅（JR四国徳島線・類型7） - 1987年4月1日常設駅に昇格。
- 西浦上駅（JR九州長崎本線・類型7） - 1987年4月1日常設駅に昇格。

#### 私鉄
- 西武園駅（西武鉄道・類型6） - 1951年3月1日に村山貯水池駅との統合により昇格。
- 中山競馬場前駅（京成電鉄・類型6） - 1953年9月1日常設駅に昇格、東中山駅に改称。
- 競輪場前駅（富山ライトレール・類型6） - 元々はJR西日本富山港線の臨時駅であった。2006年3月1日の富山港線廃止の後、同年4月29日の富山ライトレール開業時に常設駅として開業。
- 立戸の浜駅（能登線・類型2） - 1988年3月25日にのと鉄道能登線として分離、同時に常設駅に昇格、沖波駅に改称。2005年4月1日に能登線の廃線により廃止。
- 恋路駅（能登線・類型2） - 1964年9月21日設置。1988年3月25日 のと鉄道能登線として分離、同時に常設駅に昇格。2005年4月1日に能登線の廃線により廃止。
- 今井浜海水浴場駅（伊豆急行・類型2） - 1969年3月1日常設駅に昇格、今井浜海岸駅に改称。
- 新須磨駅（三河鉄道・類型2→6） - 1918年2月5日常設駅に昇格。名古屋鉄道に合併後、1981年12月14日に碧南中央駅に改称・移設。
- 重原駅（三河鉄道・類型6） - 1926年2月5日常設駅に昇格。
- 近江舞子南口駅（江若鉄道・類型2） - 1962年に常設駅に昇格。1969年11月1日に江若鉄道線の廃線により廃止。
- 運動場前駅（京阪電気鉄道・類型6） - 1922年11月12日常設駅に昇格。後に豊野駅に改称、1963年5月15日廃止。
- 東花園駅（近畿日本鉄道・類型2） - 1967年9月1日常設駅に昇格（臨時駅時代の名称は「ラグビー運動場前→ラグビー場→ラグビー場前」）
- ファミリー公園前駅（近畿日本鉄道・類型2） - 1993年9月21日常設駅に昇格。
- 二色浜駅（南海電気鉄道・類型2） - 1938年10月1日常設駅に昇格。
- 甲子園駅（阪神電気鉄道・類型6） - 1926年7月16日常設駅に昇格。
- 尼崎センタープール前駅（阪神電気鉄道・類型6） - 1963年12月10日常設駅に昇格。

### 廃止

#### 鉄道省・運輸省・日本国有鉄道

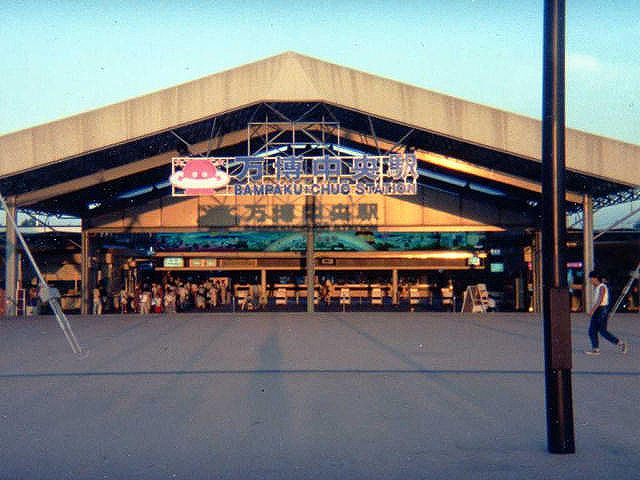
万博中央駅

- 名古屋博覧会前駅（名古屋港線〔東海道本線貨物支線〕・類型6） - 1937年廃止。
- 浜黒崎仮停車場（北陸本線・類型2） - 1948年（昭和23年）8月30日運輸省告示第240号によって廃止[4]。
- 午起仮停車場（関西本線・類型2） - 1948年（昭和23年）8月30日運輸省告示第240号によって廃止[4]。
- 唐浜仮停車場（鹿児島本線・類型2） - 1955年3月8日廃止。1951年7月23日の開設から4年間の間だけだった。
- 袖師駅（東海道本線・類型2） - 1971年10月1日廃止。
- 会場前臨時乗降場[5]（会場前駅[6]）（函館本線・類型6） - 1984年6月10日 - 8月26日、'84小樽博覧会の期間のみ臨時列車「スリッピ」用に営業。小樽築港駅から浜小樽駅の旧貨物支線を小樽築港駅の構内側線として扱い、小樽築港駅から支線途上の約1 km地点に設置。
- 万博中央駅（常磐線・類型6） - 1985年3月14日 - 9月16日、つくば万博の期間のみ営業。現在は同位置にひたち野うしく駅がある。
- 切浜海水浴場駅（山陰本線・類型2） - 1985年7月27日開業、1986年8月1日廃止。
- フォトデッキ駅（小海線・類型6） - 1986年7月16日 - 9月1日の間、小海線の国鉄最高標高地点にイベントで設置。

#### JR北海道
- 上音威子府駅（天北線・類型3） - 1987年11月10日常設駅から格下げ（冬季休止）、1989年5月1日に天北線の廃線に合わせ廃止。
- 四号線駅 (名寄本線・類型7)  - 1987年4月1日仮乗降場から昇格、1989年5月1日廃止。
- 東声問駅（天北線・類型6） - 1987年6月1日のみ営業。稚内空港新滑走路完成にあわせて設置。日本の鉄道駅における設置期間としては最短である。
- 雨煙別駅（深名線・類型3） - 1987年4月1日常設駅から格下げ（冬季休止）、深名線の廃線に先立つ1990年3月10日廃止。
- 政和温泉駅（深名線・類型3） - 1987年4月1日仮乗降場から昇格（冬季休止）、1990年3月10日廃止。
- 蕗ノ台駅（深名線・類型3） - 1987年4月1日常設駅から格下げ（それ以前に冬季休止となっていた）、1990年3月10日廃止。
- 白樺駅（深名線・類型3） - 1987年4月1日常設駅から格下げ（それ以前に冬季休止となっていた）、1990年3月10日廃止。
- 谷地坊主村駅（釧網本線・類型6） - 1987年8月8・9日の両日のみ営業。
- 静内海水浴場駅（日高本線・類型2） - 1992年廃止。
- フイハップ浜駅（日高本線・類型2） - 1993年9月24日廃止。JR企画の団体旅客専用。
- 浜中海水浴場駅（留萌本線・類型2） - 1995年8月8日廃止。
- 智東駅（宗谷本線・類型3） - 1987年4月1日常設駅から格下げ、2006年3月18日廃止（廃止時点で冬季休止中）。
- 張碓駅（函館本線・類型2） - 1990年9月1日常設駅から格下げ、1998年7月1日通年休止、2006年3月18日廃止。
- 吉岡海底駅（海峡線・類型6） - 北海道新幹線に関するトンネル内の工事のため、2006年3月18日をもって定期列車の停車を取り止め、臨時列車のみ停車する「事実上の臨時駅」となっていた。その後、同駅に停車する「ドラえもん海底列車」が2006年8月27日で運行を終了したのと同時に、正式に臨時駅であることが時刻表に表記され、「通年休止駅」となっていた。ただし、2009年・2012年・2013年にJRが主催するツアー客用に臨時停車したことはある。2014年3月15日廃止。

#### JR東日本
- プレイピア白浜駅（八戸線・類型3） - 1995年通年休止、2012年3月17日廃止。
- 田子倉駅（只見線・類型3） - 2002年12月1日より冬季休止（常設駅から格下げ）、2011年7月30日通年休止、2013年3月16日廃止。
- 柿ノ木駅（只見線・類型6） - 2013年3月16日に常設駅から格下げ（定期列車は全て通過）、2015年3月14日廃止。
- 西仙台ハイランド駅（仙山線・類型3） - 2003年通年休止、2014年3月15日廃止[7]。
- 八ツ森駅（仙山線・類型3） - 2002年の臨時列車「ホリデーもみじ号」の停車を最後に通年休止、2014年3月15日廃止[7]。
- ヤナバスキー場前駅（大糸線・類型5） - 2016年通年休止、2019年3月16日廃止[8]。

#### JR東海
- ナゴヤ球場正門前駅（名古屋港線・類型6） - 1994年10月9日廃止。跡地近傍に常設駅の尾頭橋駅が1995年3月16日に開業した。
- 池の浦シーサイド駅（参宮線・類型2） - 2020年3月14日廃止。

#### JR西日本
- きりはまビーチ駅（山陰本線・類型2） - 1994年7月23日開業（切浜海水浴場駅の再開業）。1996年8月21日廃止。
- 緑化フェア梅小路駅（山陰本線・類型6） - 1994年9月23日 - 11月20日の間のみ、第11回全国都市緑化フェア会場の最寄駅として営業。その後、600m先に常設駅の梅小路京都西駅が2019年に開業。

#### JR九州
- 食と緑博覧会駅（日南線・類型6） - 1990年8月8日 - 9月16日、食と緑博覧会の開催中のみ営業。
- 福岡ボート前駅（鹿児島本線（博多臨港線）・類型6） - 1989年8月3日 - 8月6日、福岡競艇場およびアジア太平洋博覧会の観客輸送のため営業。

#### 秋田臨海鉄道
- 秋田博覧会前駅（秋田臨海鉄道南線・類型6） - 1986年7月18日 - 8月25日、秋田博覧会開催中のみ営業。秋田駅から旅客客車列車が運行された。

#### 仙台臨海鉄道
- 東北博覧会前駅（仙台西港線・類型6） - 1987年7月18日 - 9月30日、'87未来の東北博覧会の開催中のみ営業。仙台駅から旅客列車が運行された。
- ゆめ交流博前駅（仙台西港線・類型6） - 1997年7月19日 - 9月30日、国際ゆめ交流博覧会の開催中のみ営業。仙台駅から旅客列車が運行された。

#### 会津鉄道
- 一ノ堰六地蔵尊駅（会津線・類型6） - 一ノ堰盆踊りまつりの開催日に合わせ、2009年8月23日に「六地蔵尊駅」として設置された。まつり終了後の同年8月25日に廃止、2010年から2013年まで毎年「一ノ堰六地蔵尊駅」としてまつり期間中に営業を行っていたが2014年以降は設置されていない。

#### 西武鉄道
- 川越競馬場前駅（川越線・類型6） - 1939年頃使用停止・廃止。

#### 豊橋鉄道
- 鮎淵駅（田口線・類型2） - 1965年9月17日水害により休止、1968年9月1日廃止。夏期の鮎釣り解禁シーズンのみ営業。

#### 西尾鉄道
- 占部駅（類型不明） - 1915年8月10日常設駅から格下げ。1917年9月10日廃止。
- 三和川駅（類型不明） - 1915年8月10日常設駅から格下げ。1917年9月10日廃止。
- 花火駅（類型6） - 1915年10月14日 - 10月17日、笹曽根村社祭典期間中のみ営業。
- 八ツ面駅（類型不明） - 1918年12月1日常設駅から格下げ。1929年4月1日廃止[注 2]。

#### 愛知電気鉄道
- 牡丹園駅（常滑線・類型不明） - 1922年8月12日廃止。

#### 名古屋鉄道
- 競馬場前駅（各務原線・類型6） - 1939年廃止。

#### 江若鉄道
- 競輪場前駅（類型6） - 1964年3月20日廃止。
- 青柳ヶ浜駅（類型2） - 1969年11月1日廃止。
- 白鬚浜駅（類型2） - 1969年11月1日廃止。

#### 京阪電気鉄道
- 大宮駅（京阪本線・類型不明） - 1920年6月15日廃止。

#### 近畿日本鉄道
- 木津川駅（京都線・類型2） - 1965年8月23日休止、1974年7月20日廃止。
- キャンプ・カー駅（奈良線・類型7） - 太平洋戦争後の一時期に設置。進駐軍関連での開設。
- 屯鶴峰駅（南大阪線・類型不明） - 1945年6月1日休止、1974年7月20日廃止。

#### 南海電気鉄道
- 中百舌鳥運動場前駅（高野線・類型6） - 1958年5月10日廃止。その後、ほぼ同位置に常設駅の白鷺駅が1964年に開業。

#### 阪急電鉄
- 万国博西口駅（千里線・類型6） - 1970年3月15日 - 9月15日、大阪万博の開催に向けて設置。後に近くに常設駅の山田駅が開業。
- 西宮戎駅（神戸線・類型6） - 戦前、廣田神社と西宮神社参拝客の誘致を目的に開設。

#### 北大阪急行電鉄
- 万国博中央口駅（東西線〔会場線〕・類型6） - 1970年2月24日 - 9月13日、大阪万博の開催に向けて設置。

#### 広島電鉄
- 競輪場前入口停留場 （広島電鉄宇品線 - 類型6）- 広島競輪開催時のみ停車。2002年8月、海岸通停留場移転に伴い統合され廃止。

#### 松浦鉄道
- 世界焱博駅（西九州線・類型6） - 1996年7月1日 - 10月15日、世界・焱の博覧会の開催に向けて設置。後に近くに常設駅の黒川駅を設置。